# Roberto Onorati
Pour les articles homonymes, voir Onorati.
Roberto Onorati est un footballeur italien né le 5 février 1966 à Rome (Italie).
Ce milieu offensif de très grande taille (1,87 m pour 80 kg) a joué à la Fiorentina, au Genoa et à Nice.

## Carrière de joueur
- 1983-1984 :  US Pistoiese
- 1984-1988 :  AC Fiorentina
- 1988-1989 :  Genoa CFC
- 1989-1990 :  US Avellino
- 1990-1996 :  Genoa CFC
- 1996-1998 :  OGC Nice[1]

## Palmarès
- Vainqueur de la Coupe de France 1997 avec l'OGC Nice
- Champion de Serie B en 1989 avec le Genoa CFC